# 萨音扎尔嘎林·尼亚木-奥其尔
萨音扎尔嘎林·尼亚木-奥其尔（1986年7月20日—），蒙古男子柔道运动员，2012年夏季奥林匹克运动会男子73公斤级铜牌得主、2015年世界柔道锦标赛男子73公斤级和男子团体铜牌得主。